# Sanctanus fusconotatus
Sanctanus fusconotatus är en insektsart som beskrevs av Henry Fairfield Osborn 1922. Sanctanus fusconotatus ingår i släktet Sanctanus och familjen dvärgstritar. Inga underarter finns listade i Catalogue of Life.